# وي جن
وي جن (بالصينية: 魏震) هو لاعب كرة قدم صيني في مركز الدفاع، ولد في 12 فبراير 1997 في لوان في الصين. لعب مع نادي شانغهاي إس آي بي جي.

## وصلات خارجية
- وي جن على موقع قاعدة بيانات كرة القدم.إي يو (الإنجليزية)
- وي جن على موقع Soccerway.com (الإنجليزية)